# Hiroshi Yamazaki (Pianist)
Hiroshi Yamazaki (japanisch 山崎 宏, * um 1970) ist ein japanischer Jazzpianist.

## Leben und Wirken
Yamazaki lernte im Alter von sieben Jahren Klavier und trat erstmals mit 22 Jahren in der S.A.B. Halle in Osaka als professioneller Jazzmusiker auf. Nach Abschluss am Musikcollege von Osaka zog er nach New York; dort studierte er bei Buddy Montgomery. 1988 trat er im Trio mit Paul West und Leroy Williams auf; es folgten Engagements in Jazzclubs wie The Village Gate, Blue Note und Birdland. 1993 entstanden erste Aufnahmen in der Begleitband der Sängerin Tulivu-Donna Cumberbatch; 1996 legte er sein Debütalbum Sketch of Bridge vor, das er mit Ron Carter und Lewis Nash eingespielt hatte. 2000 folgte die Produktion We May Say Love, mit Steve LaSpina und David W. Jones junior. Des Weiteren arbeitete er im Raum New York und in Japan mit Rufus Reid, Akira Tana, Tony Jefferson und Andrew Beals. Er leitete eine eigene Formation und gehörte den Bands von Carmen Leggio, Glenda Davenport, Bill Crow, Jimmy Hill,  Alan Goidel und Jan Leder an. Im Bereich des Jazz war er zwischen 1968 und 2014 an sechs Aufnahmesessions beteiligt.
Yamazaki unterrichtet am Musikkonservatorium von Westchester in White Plains.